# Орогиппусы

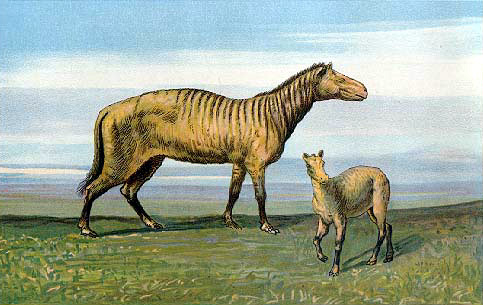

Орогиппусы (лат. Orohippus, от др.-греч. ὀρο- +ἵππος «горная лошадь») — вымерший род семейства лошадиных эпохи эоцена. Находки известны из Вайоминга и Орегона (США), датируются временем 52—45 млн лет назад. Орогиппусы, предположительно, произошли от гиракотериев (другое название — эогиппусы) и через 3 млн лет эволюционировали в род эпигиппус.
Разница в анатомии между гиракотериями и орогиппусами относительно небольшая. Они были приблизительно равны по размерам, 24—45 см в высоту в холке для первых и 24—34 см для вторых. При этом орогиппус имел более стройное тело, более длинную голову и более тонкие конечности. Задние ноги орогиппуса были длиннее. Всё это указывает на то, что орогиппус мог лучше прыгать. Рудиментарные внешние пальцы на задних ногах (мизинец и большой), которые были у гиракотериев, у орогиппусов отсутствуют. И у тех, и других на передних ногах имеется по четыре пальца. Средние пальцы на всех четырёх конечностях у орогиппуса более развиты.
Первые премоляры орогиппуса уменьшились, последние премоляры стали моляроподобны; усилился рельеф жевательной поверхности зубов, что свидетельствует о лучшей приспособленности к пережёвыванию жёстких растений.
Лучевая и локтевая кости не срослись, что допускало вращательное движение в локтевом и запястном суставе. Для бегающих млекопитающих такая особенность строения передней конечности является примитивной чертой.

## Название
Несмотря на название, означающее «горная лошадь», орогиппусы не жили в горах. Автор названия рода, Ч. Марш, не оставил объяснений этимологии. Возможно, имеются в виду не собственно горы, а Останец Гризли (англ. Grizzly Butte) в Вайоминге, неподалёку от которого были найдены останки орогиппуса.